# Copa Confraternidad del Caribe
La Copa Confraternidad del Caribe es uno de los eventos clásicos de la Serie Hípica del Caribe que se realiza anualmente a distancia de 2,000 metros, está reservada para todo caballo purasangre de 3 y más años nativos de los países miembros de la Confederación Hípica del Caribe. Representa el segundo clásico de mayor importancia después del Clásico Internacional del Caribe. 
En la edición del año 1990 en el Hipódromo de Santa Rita en Venezuela, fue la única vez que se separó el evento en 2 carreras, una para potros y otra para yeguas, con la victoria de los caballos venezolanos "Randy" para potros y "Mon Coquette" para yeguas.
A partir de la edición 2021 se oficializa una versión anual solo para yeguas, la carrera de potros mantiene el nombre de Copa Confraternidad del Caribe, mientras que la versión de yeguas se corre bajo el nombre de Copa "Lucky Cash".

## Historia
La idea de organizar una Copa "Confraternidad del Caribe" tuvo sus inicios en el año 1973 en el Hipódromo "Presidente Remón" de Panamá. Se realizó en esa edición de la Serie Hípica del Caribe un evento clásico con el nombre de "Copa Latinoamericana Marlboro" y fue ganada por el triple coronado venezolano El Corsario (69, Wa Wa Cy en Real Number, por Pet Bully), en tiempo récord de 129 2/5 para el recorrido de dos kilómetros conducido por "el mudo" Jesús Rodríguez y bajo el entrenamiento de Eduardo Azpúrua Sosa. 

Debido al éxito de la Copa Latinoamericana Marlboro en 1973, durante la Serie Hípica del Caribe 1974, cuya sede fue el Hipódromo El Comandante en Puerto Rico, se oficializó un evento clásico llamado Copa Confraternidad del Caribe con una distancia de 1200 metros, con una victoria para el triple coronado panameño Eugenio (69, Dependable en Azalea, por Jacinto) por descalificación del boricua Peanuts (Selari). Mientras que en 1975 el venezolano Gran Tiro (71, Gilletto en Edwige, por Tapuia) se impuso por vía de galope en el Hipódromo La Rinconada (Caracas, Venezuela) con la monta de "el diablo" Ángel Francisco Parra y la preparación de Antonio Algarbe para los colores del stud "Tiro" en distancia de 2000 metros y tiempo oficial de 128 4/5.
El evento no se celebró entre 1976 y 1984, regresando en 1985 y teniendo como sede nuevamente el Hipódromo La Rinconada. En esa edición, que se disputó en homenaje a Ramón Llobet, se impuso de manera contundente el doble coronado venezolano Indudable (81, Gummo en Sally Laing, por Bold Reason) con la monta de Miguel Blanco "el orgullo de Tácata" y la preparación de Julio Henrique Ayala Coronil para las sedas del stud "Valecito". El talentoso purasangre dejó marca de 126 4/5 en los dos kilómetros y superó por 3/4 de cuerpo a su compatriota, el alazán Reactivador (White Face).

## Ganadores
| Edición | Año       | Sede             | Distancia    | Pista        | Ganador          | Jinete              | Entrenador            | Stud                  | Tiempo   |
| ------- | --------- | ---------------- | ------------ | ------------ | ---------------- | ------------------- | --------------------- | --------------------- | -------- |
| XL      | 2025      | Presidente Remón | 2,000 m      | Arena        |                  |                     |                       |                       |          |
| XXXIX   | 2024      | La Rinconada     | 2,000 m      | Arena        | Ping Pong        | Junior Alvarado     | David Palencia        | Stud M.M              | 2:06.49  |
| XXXVIII | 2023      | Presidente Remón | 2,000 m      | Arena        | El De Froix      | Irad Ortiz Jr.      | Ricardo D'Angelo      | Stud Perseverancia    | 2:03:85  |
| XXXVII  | 2022      | La Rinconada     | 2,000 m      | Arena        | El De Froix      | José Luis Ortiz     | Juan Carlos Garcia    | Stud Alvajos          | 2:03.96  |
| XXXVI   | 2021      | Camarero         | 2,000 m      | Arena        | El Santo         | Ricardo Santana Jr. | Jaime Rionda          | Cuadra J.R.R          | 2:06.75  |
|         | 2020      | No se corrió     | No se corrió | No se corrió | No se corrió     | No se corrió        | No se corrió          | No se corrió          |          |
| XXXV    | 2019      | Gulfstream Park  | 2,000 m      | Arena        | Kukulkán         | Irad Ortiz Jr.      | Fausto Gutiérrez      | St. George Stable LLC | 2:04.19  |
| XXXIV   | 2018      | Gulfstream Park  | 2,000 m      | Arena        | Jala Jala        | Irad Ortiz Jr.      | Fausto Gutierrez      | Cuadra San Jorge      | 2:08.46  |
| XXXIII  | 2017      | Gulfstream Park  | 2,000 m      | Arena        | El Tigre Mono    | John R. Velázquez   | Carlos Espino         | Stud Marathon         | 2:05.69  |
| XXXII   | 2016      | Camarero         | 2,000 m      | Arena        | Arquitecto       | Irad Ortiz Jr.      | José Dan Vélez        | Establo Rafanil       | 2:08.84  |
| XXXI    | 2015      | Presidente Remón | 2,000 m      | Arena        | Eclaire          | Luis A. Contreras   | Fausto Gutiérrez      | Cuadra San Jorge      | 2:08.42  |
| XXX     | 2014      | La Rinconada     | 2,000 m      | Arena        | Don Carlos R.    | David Rosario       | Ramón Morales         | Costazul Racing       | 2:07.03  |
| XXIX    | 2013      | Presidente Remón | 2,000 m      | Arena        | Dicky's Angel    | Luis E. Arango      | Alberto Paz Rodríguez | Stud Car-12           | 2:06.93  |
| XXVIII  | 2012      | Camarero         | 2,000 m      | Arena        | King Carlos Juan | Jean C. Rodriguez   | Carlos Arteaga        | Stud Santanita        | 2:08.30  |
| XXVII   | 2011      | Presidente Remón | 2,000 m      | Arena        | Tato Zeta        | Richard Bracho      | Juan Carlos Ávila     | Stud Los Amigos       | 2:09.90  |
| XXVI    | 2010      | La Rinconada     | 2,000 m      | Arena        | El Decano        | Jean C. Rodriguez   | César Cachazo         | Los Federales         | 2:03.4/5 |
| XXV     | 2009      | Camarero         | 2,000 m      | Arena        | Soy Conquistador | Ramón Vázquez Jr.   | Máximo Gómez          | Establo Edelsam       | 2:07.36  |
| XXIV    | 2008      | Camarero         | 2,000 m      | Arena        | Taconeo          | Santiago González   | Gustavo Delgado       | Establo Paula-C       | 2:03.97  |
| XXIII   | 2007      | Camarero         | 2,000 m      | Arena        | Gran Estefania   | Emisael Jaramillo   | Gustavo Delgado       | Stud Tite Loy         | 2:02.30  |
| XXII    | 2006      | El Comandante    | 1,900 m      | Arena        | Miracle Man      | Cecilio Peñalba     | Allan E. Williams     | Joseph Duany          | 1:59.20  |
| XXI     | 2005      | El Comandante    | 1,900 m      | Arena        | Paso Real        | Angel Castillo      | Julio Ayala           | Abi-Car-Leo           | 2:00.66  |
| XX      | 2004      | El Comandante    | 1,900 m      | Arena        | Arzak            | Rafael Torrealba    | Julio Ayala           | Stud Papa Juan        | 1:59.47  |
| XIX     | 2003      | El Comandante    | 1,900 m      | Arena        | My Own Business  | Angel Castillo      | Antonio Bellardi      | Stud Fantasia         | 2:01.07  |
| XVIII   | 2002      | El Comandante    | 1,900 m      | Arena        | My Own Business  | Emisael Jaramillo   | Antonio Bellardi      | Stud Fantasia         | 1:59.35  |
| XVII    | 2001      | El Comandante    | 1,900 m      | Arena        | Gran Duque       | John Bisonó         | Ramon Morales         | Jose Lázaga           | 2:02.59  |
| XVI     | 2000      | El Comandante    | 1,900 m      | Arena        | High Security    | Emisael Jaramillo   | Ali M. Ayubi          | Stud Ayubi Flores     | 2:00.18  |
| XV      | 1999      | Presidente Remón | 2,000 m      | Arena        | Señorita         | Johnny Rojas        | José Mendez           | Santiago Salem        | 2:08.00  |
| XIV     | 1998      | Santa Rosa Park  | 2,000 m      | Arena        | Steffany's       | Jesús Barria        | Alberto Paz Rodriguez | Oscar Teran           | 2:08.3/5 |
|         | 1997      | No se corrió     | No se corrió | No se corrió | No se corrió     | No se corrió        | No se corrió          | No se corrió          |          |
| XIII    | 1996      | El Comandante    | 1,900 m      | Arena        | Man On The Moon  | Roberto Pérez       | Roberto Arango        | Stud San Marino       | 2:01.05  |
| XII     | 1995      | V Centenario     | 1,800 m      | Arena        | El Incorruptible | Melvin Toro         | Rafael Castro         | Establo Candice       | 2:00.2/5 |
| XI      | 1994      | El Comandante    | 1,900 m      | Arena        | Verset's Jet     | Andy Hernández      | Pablo Schneider       | Establo Mandarria     | 1:58.1/5 |
| X       | 1993      | El Comandante    | 1,900 m      | Arena        | Patricio         | Cornelio Velásquez  | Alberto Paz Rodriguez | Stud San Patricio     | 1:59.3/5 |
| IX      | 1992      | El Comandante    | 1,900 m      | Arena        | By Pass          | Cornelio Velásquez  | Alberto Paz Rodriguez | Stud Semucho          | 2:00.1/5 |
| VIII    | 1991      | El Comandante    | 1,900 m      | Arena        | Espaviento       | Roberto Perez       | Andrés Farrugia       | Stud Liz              | 1:58.2/5 |
| VII     | 1990      | Santa Rita       | 2,000 m      | Arena        | Randy            | Juan V. Tovar       | Manuel Azpurúa        | Stud La Fontonera     | 2:06.2/5 |
| VI      | 1989      | El Comandante    | 1,900 m      | Arena        | In Bold          | Daniel Flores       | Jaime Alexander       | Lazaro Barreras       | 1:58.4/5 |
| V       | 1988      | Caliente         | 2,000 m      | Arena        | Forindi          | Jose Alférez        | Alfredo Márquez       | Jorge Inzunza         | 2:02.1/5 |
|         | 1987      | No se corrió     | No se corrió | No se corrió | No se corrió     | No se corrió        | No se corrió          | No se corrió          |          |
| IV      | 1986      | Caliente         | 2,000 m      | Arena        | Marroquin        | José García López   | Manuel Munar          | Haras Santa Lucia     | 2:03.00  |
| III     | 1985      | La Rinconada     | 2,000 m      | Arena        | Indudable        | Miguel Blanco       | Julio Ayala           | Stud Valecito         | 2:06.4/5 |
|         | 1976–1984 | No se corrió     | No se corrió | No se corrió | No se corrió     | No se corrió        | No se corrió          | No se corrió          |          |
| II      | 1975      | La Rinconada     | 2,000 m      | Arena        | Gran Tiro        | Angel F. Parra      | Antonio Algarbe       | Stud Tiro             | 2:08.4/5 |
| I       | 1974      | El Comandante    | 1,200 m      | Arena        | Eugenio          | Mario Torres        | Andrés Farrugia       | Amelia O. de Lopez    | 1:12 3/5 |